# Bretagne Classic Ouest-France 2024
Die Bretagne Classic 2024 war die 88. Austragung des französischen Eintagsrennens. Das Rennen fand am 25. August statt und war Teil der UCI WorldTour 2024. Im Jahr 2024 überschnitt sich die Bretagne Classic mit der Vuelta a España. Das Rennen der Frauen fand am Vortag statt.
Marc Hirschi (UAE Team Emirates) gewann das Rennen, nachdem er sich 3,5 Kilometer vor dem Ziel als Solist absetzen konnte. Im Sprint um die weiteren Podiumsplätze setzte sich Paul Magnier (Soudal Quick-Step) vor Magnus Cort Nielsen (Uno-X Mobility) durch.

## Teilnehmende Mannschaften und Fahrer
Neben den 18 UCI WorldTeams gingen auch 6 UCI ProTeams bei dem Rennen zu starten. Für jedes Team waren sieben Fahrer startberechtigt, wobei Pepijn Reinderink (Soudal Quick-Step) das Rennen nicht in Angriff nahm.
Mit dem Vorjahressieger Valentin Madouas (Groupama-FDJ), Benoît Cosnefroy (AG2R Citroën) und Michael Matthews (Jayco AlUla) gingen drei ehemalige Sieger des Rennens an den Start.
Als Siegesanwärter galten in erster Linie die endschnellen Klassiker-Spezialisten wie Julian Alaphilippe (Soudal Quick-Step), Thomas Pidcock (Ineos Grenadiers), Marc Hirschi, Diego Ulissi (beide UAE Team Emirates), Christophe Laporte (Team Visma-Lease a Bike), Arnaud De Lie, Maxim Van Gils (beide Lotto Dstny), Michael Matthews (Team Jayco AlUla), Laurence Pithie, Romain Grégoire, Valentin Madouas (alle Groupama-FDJ), Thibau Nys, Jasper Stuyven, Andrea Bagioli (alle Lidl-Trek), Benoît Cosnefroy, Paul Lapeira (beide Decathlon AG2R La Mondiale Team), Fred Wright, Pello Bilbao (beide Bahrain Victorious), Kévin Vauquelin (Arkéa-B&B Hotels), Axel Laurance, Søren Kragh Andersen (beide Alpecin-Deceuninck), Magnus Cort Nielsen (Uno-X Mobility), Neilson Powless (EF Education-EasyPost), Iván García Cortina, Alex Aranburu (beide Movistar Team), Maximilian Schachmann (Bora-hansgrohe) und Laurenz Rex (Intermarché-Wanty).
| UCI WorldTeams | UCI WorldTeams                  | UCI WorldTeams | UCI WorldTeams          | UCI WorldTeams | UCI WorldTeams            | UCI ProTeams | UCI ProTeams        |
| -------------- | ------------------------------- | -------------- | ----------------------- | -------------- | ------------------------- | ------------ | ------------------- |
| ADC            | Alpecin-Deceuninck              | GFC            | Groupama-FDJ            | DFP            | Team dsm-firmenich PostNL | BBH          | Burgos-BH           |
| ARK            | Arkéa-B&B Hotels                | IGD            | Ineos Grenadiers        | JAY            | Team Jayco AlUla          | EUS          | Euskaltel-Euskadi   |
| AST            | Astana Qazaqstan Team           | IWA            | Intermarché-Wanty       | TVL            | Team Visma-Lease a Bike   | IPT          | Israel-Premier Tech |
| TBV            | Bahrain Victorious              | LTK            | Lidl-Trek               | UAD            | UAE Team Emirates         | LDT          | Lotto Dstny         |
| COF            | Cofidis                         | MOV            | Movistar Team           |                |                           | TEN          | TotalEnergies       |
| DAT            | Decathlon AG2R La Mondiale Team | RBH            | Red Bull-Bora-Hansgrohe |                |                           | UXM          | Uno-X Mobility      |
| EFE            | EF Education-EasyPost           | SOQ            | Soudal Quick-Step       |                |                           |              |                     |

## Streckenführung
Im Jahr 2024 führte die Strecke der Bretagne Classic ähnlich wie im Vorjahr in Richtung Nordwesten, ehe es zurück zum Start- und Zielort Plouay ging. Nach dem Start führte der Parcours über welliges Terrain nach Carhaix-Plouguer, wo die Monts d'Arrée nach rund 80 Kilometern erreicht wurden. Hier wurde mit dem Col de Trédudon (357 m) der höchste Punkt des Rennens passiert. Auf dem Rückweg nach Plouay wurden die Ortschaften Gourin, Guiscriff und Le Faouët durchfahren, bevor der Anstieg von Marta, rund 26,5 Kilometer vor dem Ziel, das Finale eröffnete. Im Anschluss folgten die Anstiege von Kerharff und Longeo, ehe die Zielpassage 11,7 Kilometer vor dem Ziel das erste Mal durchfahren wurde und der abschließende Rundkurs begann, der sich im Vergleich zum Vorjahr nicht verändert hatte.
Nach der Zieldurchfahrt verlief die Straße zunächst flach in Richtung Osten, ehe mit dem Bosse de Rostervel eine 1500 Meter lange Steigung erreicht wurde, die im Schnitt mit 4,4 % bergauf führte, jedoch Rampen von bis zu 10 % beinhaltete. Über schmale Straßen erreichten die Fahrer im Anschluss die D2, die sie zurück nach Plouay führte. Mit der Bosse du Lezot folgte ein 900 Meter langer Anstieg, der maximale Steigungsprozente von 14 % aufwies. Nach einer kurzen Abfahrt wurde mit der 225 Meter langen Bosse de Kerscoulic die letzte Schwierigkeit des Tages in Angriff genommen, die im Schnitt mit fast 9 % anstieg. Nachdem der höchste Punkt rund drei Kilometer vor dem Ziel überquert worden war, führte die Strecke leicht abschüssig auf die D110, ehe der Zielstrich auf dem Boulevard des Championnats du Monde erreicht wurde.
| #  |                     | km    | Länge (m) | Ø Steigung | max. Steigung |
| -- | ------------------- | ----- | --------- | ---------- | ------------- |
| 1  | Pouligo             | 2,2   | 600       | 4 %        | 8 %           |
| 2  | Le Nézerc'h         | 5,6   | 900       | 5 %        | 6 %           |
| 3  | Canquisquelen       | 7,2   | 500       | 7 %        | 9 %           |
| 4  | Penhellec           | 12,5  | 1300      | 5 %        | 9 %           |
| 5  | Kerroux             | 24,8  | 600       | 5 %        | 7 %           |
| 6  | Kergaradec          | 31,4  | 500       | 5 %        | 6 %           |
| 7  | Crao Bras           | 42,4  | 700       | 4 %        | 5 %           |
| 8  | Rest Louët          | 45,5  | 900       | 4 %        | 6 %           |
| 9  | Kergoutois          | 55,6  | 500       | 5 %        | 7 %           |
| 10 | Huelgoat            | 78,9  | 600       | 4 %        | 6 %           |
| 11 | Kerhamon            | 84,4  | 600       | 4 %        | 5 %           |
| 12 | Col du Trédudon     | 91,3  | 1800      | 5 %        | 6 %           |
| 13 | Col du Trévezel     | 94,6  | 1400      | 4 %        | 6 %           |
| 14 | Pontigou            | 100,5 | 1100      | 6 %        | 7 %           |
| 15 | Plas ar Bater       | 115,5 | 1300      | 5 %        | 9 %           |
| 16 | Ti ar Moal          | 118,9 | 2100      | 4 %        | 8 %           |
| 17 | Roc'h Cleguer       | 121,5 | 700       | 4 %        | 7 %           |
| 18 | Menez Keryéven      | 124,7 | 900       | 6 %        | 10 %          |
| 19 | Loqueffret          | 127,8 | 800       | 5 %        | 6 %           |
| 20 | Saint-Herbot        | 131,7 | 400       | 6 %        | 10 %          |
| 21 | La Garenne          | 133,7 | 1600      | 6 %        | 12 %          |
| 22 | Menez Rouz          | 137,3 | 400       | 7 %        | 8 %           |
| 23 | Rhun                | 140,4 | 900       | 5 %        | 8 %           |
| 24 | Menez Lannac'h      | 146   | 400       | 7 %        | 8 %           |
| 25 | Bodizel             | 150,5 | 800       | 5 %        | 8 %           |
| 26 | Ar Vourc'h Nevez    | 153,9 | 1700      | 4 %        | 7 %           |
| 27 | Col du Toullaeron   | 155,9 | 1900      | 5 %        | 6 %           |
| 28 | Koad Krenn          | 159,4 | 1000      | 6 %        | 7 %           |
| 29 | Lambrestin          | 164,1 | 400       | 6 %        | 10 %          |
| 30 | Kerbeleg            | 167,3 | 400       | 4 %        | 6 %           |
| 31 | Ty Coz              | 168   | 2500      | 5 %        | 11 %          |
| 32 | Gourin              | 175,3 | 400       | 7 %        | 9 %           |
| 33 | Quelennec           | 176,3 | 1400      | 4 %        | 9 %           |
| 34 | Guern Mazeas        | 179,9 | 400       | 6 %        | 8 %           |
| 35 | Kerbris             | 182,4 | 900       | 6 %        | 9 %           |
| 36 | Kergoat             | 186,5 | 1700      | 5 %        | 8 %           |
| 37 | Guiscriff           | 191,4 | 500       | 4 %        | 6 %           |
| 38 | Locmaria            | 199,5 | 1400      | 4 %        | 7 %           |
| 39 | Kervennec           | 204   | 800       | 6 %        | 7 %           |
| 40 | Kervelen            | 210,4 | 1300      | 4 %        | 12 %          |
| 41 | Restemboblaye       | 215   | 1900      | 3 %        | 7 %           |
| 42 | Le Moustoir         | 219,2 | 400       | 8 %        | 13 %          |
| 43 | Rozempouillot       | 221,8 | 1100      | 3 %        | 7 %           |
| 44 | Meslan              | 223,4 | 600       | 5 %        | 7 %           |
| 45 | Kerflémic           | 223,7 | 1000      | 4 %        | 5 %           |
| 46 | Sacré Chœur         | 227,3 | 400       | 3 %        | 5 %           |
| 47 | Berg ar Salud       | 228,5 | 500       | 7 %        | 12 %          |
| 48 | Marta               | 231,7 | 1500      | 6 %        | 13 %          |
| 49 | Kerharff            | 233,9 | 400       | 6 %        | 8 %           |
| 50 | Longeo              | 239,4 | 1500      | 6 %        | 12 %          |
| 51 | Bosse de Kerscoulic | 244,2 | 600       | 5 %        | 11 %          |
|    | Zieldurchfahrt      | 248,1 |           |            |               |
| 52 | Bosse de Rostervel  | 249,5 | 1500      | 4 %        | 10 %          |
| 53 | Bosse du Lezot      | 254,7 | 900       | 5 %        | 14 %          |
| 54 | Bosse de Kerscoulic | 256,2 | 300       | 7 %        | 11 %          |
|    | Ziel                | 259,8 |           |            |               |

## Rennverlauf und Ergebnis
Nach dem Start setzten sich mit Silvan Dillier (Alpecin-Deceuninck) und Christopher Juul-Jensen (Jayco AlUla) zwei Fahrer vom Hauptfeld ab. Die beiden konnten einen maximalen Vorsprung von rund elf Minuten herausfahren. Auf dem Rückweg nach Plouay verloren sie jedoch stetig an Zeit und wurden rund 60 Kilometer vor dem Ziel vom immer noch großen Hauptfeld eingeholt. Im Anschluss kam es immer wieder zu Angriffen, wobei sich keine Gruppe längerfristig absetzen konnte. Mit Christophe Laporte (Visma-Lease a Bike) fiel rund 27 Kilometer vor dem Ziel einer der Favoriten zurück, ehe sein jüngerer Landsmann Romain Grégoire (Groupama-FDJ) angriff. Der Franzose, der zuvor bereits in einen Sturz verwickelt gewesen war, konnte eine kleine Lücke herausfahren. Kurz vor dem finalen Rundkurs kam es durch Julian Alaphilippe (Soudal Quick-Step) und Arnaud De Lie (Lotto Dstny) zu weiteren Attacken im Hauptfeld, wodurch Romain Grégoire 14 Kilometer vor dem Ziel eingeholt wurde. Es folgten weitere Angriffe, wodurch das Fahrerfeld in die Länge gezogen wurde.
Im Bosse du Lezot griff Tiesj Benoot (Visma-Lease a Bike), wodurch das weiterhin große Fahrerfeld in mehrere Gruppen zerfiel. Der Belgier setzte sich rund vier Kilometer vor dem Ziel gemeinsam mit Arnaud De Lie, Maxim Van Gils (beide Lotto Dstny), Thibau Nys (Lidl-Trek), Marc Hirschi, Jan Christen (beide UAE Team Emirates), Søren Kragh Andersen (Alpecin-Deceuninck), Ilan Van Wilder (Soudal Quick-Step) und Mathieu Burgaudeau (TotalEnergies) ab, wobei die Gruppe eine kleine Lücke herausfahren konnte. Da das Hauptfeld im Anschluss wieder näherkam, nutzte Marc Hirschi den Bosse de Kerscoulic für die entscheidende Attacke. Der Schweizer setzte sich rund 3,5 Kilometer vor dem Ziel als Solist ab und gewann mit einem Vorsprung von nur einer Sekunde vor dem herannahenden Peloton, in dem Paul Magnier (Soudal Quick-Step) vor Magnus Cort Nielsen (Uno-X Mobility) auf Platz zwei sprintete.
| Platz | Fahrer              | Nation | Team                            | Zeit                   |
| ----- | ------------------- | ------ | ------------------------------- | ---------------------- |
| 01.   | Marc Hirschi        | SUI    | UAE Team Emirates               | 6:09:35 h (42,17 km/h) |
| 02.   | Paul Magnier        | FRA    | Soudal Quick-Step               | + 0:01 min             |
| 03.   | Magnus Cort Nielsen | DEN    | Uno-X Mobility                  | "                      |
| 04.   | Arnaud De Lie       | BEL    | Lotto Dstny                     | "                      |
| 05.   | Thibau Nys          | BEL    | Lidl-Trek                       | "                      |
| 06.   | Dorian Godon        | FRA    | Decathlon AG2R La Mondiale Team | "                      |
| 07.   | Michael Matthews    | AUS    | Team Jayco AlUla                | "                      |
| 08.   | Thibaud Gruel       | FRA    | Groupama-FDJ                    | "                      |
| 09.   | Clément Venturini   | FRA    | Arkéa-B&B Hotels                | "                      |
| 010.  | Hugo Page           | FRA    | Intermarché-Wanty               | "                      |

## Vergabe der UCI-Punkte
Die Bretagne Classic Ouest-France 2024 war Teil der UCI WorldTour 2024. Nach dem Rennen wurden UCI-Punkte vergeben, die sich auf die Platzierung der Fahrer und Mannschaften im UCI-Ranking auswirkten. Die Punktevergabe erfolgte nach folgendem Schlüssel:
| Platzierung  | 1.  | 2.  | 3.  | 4.  | 5.  | 6.  | 7.  | 8.  | 9. | 10. | Anmerkung                               |
| ------------ | --- | --- | --- | --- | --- | --- | --- | --- | -- | --- | --------------------------------------- |
| Tageswertung | 400 | 320 | 260 | 220 | 180 | 140 | 120 | 100 | 80 | 68  | gestaffelt bis zum 60. Platz (2 Punkte) |